# Photedes impudica
Photedes impudica là một loài bướm đêm trong họ Noctuidae.